# Melanerpes pucherani
El carpintero centroamericano o carpintero cara negra (Melanerpes pucherani) es un ave neotropical del género Melanerpes cuya área de distribución se extiende desde México hasta Perú (descubierta recientemente en este último país). Su nombre científico es un homenaje al zoólogo galo Jacques Pucheran.